# 柯军
柯军（1965年—），江苏昆山人，汉族，中华人民共和国昆剧表演艺术家、政治人物，江苏省昆剧院院长，江苏省演艺集团總經理，中国民主促进会会员，第十一届全国人民代表大会江苏地区代表。

## 生平
毕业于江蘇省戲劇學校崑曲專業，中国戏曲学院戏剧戏曲学专业。2008年起担任全国人大代表。